# Noc polarna

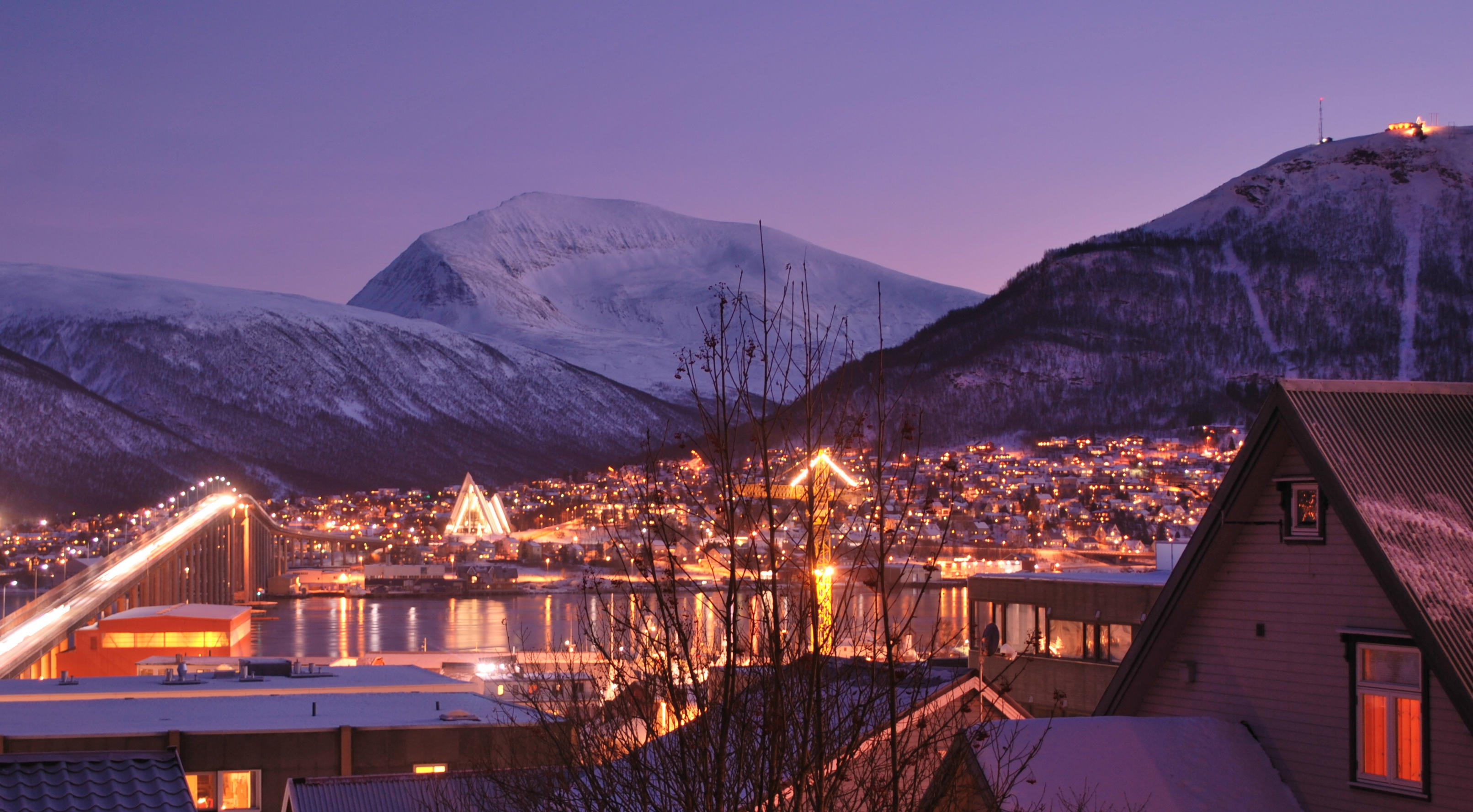
Noc polarna (14 grudnia) w norweskiej miejscowości Tromsø

Noc polarna – zjawisko polegające na tym, że w danym miejscu przez ponad 24 godziny trwa noc (brak zmierzchu). Zjawisko to występuje tylko na obszarach o szerokości geograficznej wyższej niż 67°23' obu półkul.
Noc polarna nie występuje na kole podbiegunowym – tam podczas przesilenia zimowego środek tarczy Słońca w najwyższym punkcie znajduje się na horyzoncie, zatem połowa tarczy słonecznej jest widoczna. Ponadto, ze względu na zakrzywienie promieni słonecznych, kiedy te wchodzą pod małym kątem w atmosferę, wschody i zachody dają się obserwować nawet gdy środek tarczy Słońca znajduje się 50 minut kątowych poniżej horyzontu.

## Typy nocy polarnej
W zależności od położenia Słońca względem horyzontu rozróżnia się trzy rodzaje zmierzchu oraz analogicznie trzy rodzaje świtu. Na tej samej podstawie definiuje się typy nocy polarnej:
1. cywilną noc polarną – okres zimy na obszarach o szerokości geograficznej powyżej 72°33', kiedy nie występuje zmierzch cywilny,
2. nawigacyjną noc polarną – okres zimy na obszarach o szerokości geograficznej powyżej 78°33', kiedy nie występuje zmierzch nawigacyjny,
3. astronomiczną noc polarną – okres zimy na obszarach o szerokości geograficznej powyżej 84°33', kiedy nie występuje zmierzch astronomiczny.